# Горобиевка (Сквирский район)
Гороби́евка (укр. Горобіївка) — село, входит в Сквирский район Киевской области Украины в бассейне реки Березянка.
Население по переписи 2001 года составляло 1065 человек. Почтовый индекс — 09053. Телефонный код — 4568. Занимает площадь 4,8 км². Код КОАТУУ — 3224081501.

## Местный совет
09053, Київська обл., Сквирський р-н, с. Горобіївка, бульвар Сквирський,11